# 20회 농심 신라면배 세계바둑 최강전
20회 농심 신라면배 세계바둑 최강전은 대한민국, 중국, 일본의 대항전으로 중국이 우승했다.  

## 대국 결과
| 대국 | 대국일자 | 대국일자  | 차전  | 장소                          | 승자                 | 패자                 | 결과             | 기보 |
| ---- | -------- | --------- | ----- | ----------------------------- | -------------------- | -------------------- | ---------------- | ---- |
| 1    | 2018년   | 10월 16일 | 1차전 | 중국 베이징 한국문화호텔      | 시바노 도라마루 七단 | 안국현 八단          | 209수 흑 불계승  |      |
| 2    | 2018년   | 10월 17일 | 1차전 | 중국 베이징 한국문화호텔      | 판팅위 九단          | 시바노 도라마루 七단 | 152수 백 불계승  |      |
| 3    | 2018년   | 10월 18일 | 1차전 | 중국 베이징 한국문화호텔      | 판팅위 九단          | 신민준 九단          | 199수 흑 불계승  |      |
| 4    | 2018년   | 10월 19일 | 1차전 | 중국 베이징 한국문화호텔      | 판팅위 九단          | 모토키 가쓰야 八단   | 174수 백 불계승  |      |
| 5    | 2018년   | 11월 23일 | 2차전 | 부산 농심호텔                 | 판팅위 九단          | 최철한 九단          | 243수 흑 불계승  |      |
| 6    | 2018년   | 11월 24일 | 2차전 | 부산 농심호텔                 | 판팅위 九단          | 쉬자위안 八단        | 194수 백 불계승  |      |
| 7    | 2018년   | 11월 25일 | 2차전 | 부산 농심호텔                 | 판팅위 九단          | 이세돌 九단          | 148수 백 불계승  |      |
| 8    | 2018년   | 11월 26일 | 2차전 | 부산 농심호텔                 | 판팅위 九단          | 이치리키 료 八단     | 240수 백 불계승  |      |
| 9    | 2018년   | 11월 27일 | 2차전 | 부산 농심호텔                 | 박정환 九단          | 판팅위 九단          | 183수 흑 불계승  |      |
| 10   | 2019년   | 2월 18일  | 3차전 | 중국 상히이 그랜드센트럴 호텔 | 박정환 九단          | 이야마 유타 九단     | 209수 흑 불계승  |      |
| 11   | 2019년   | 2월 19일  | 3차전 | 중국 상히이 그랜드센트럴 호텔 | 당이페이 九단        | 박정환 九단          | 276수 흑 1집반승 |      |

결과: 결과: 중국 우승 (8승 1패, 커제 九단, 스웨 九단, 구쯔하오 九단은 출장하지 않음), 대한민국 준우승 (2승 5패), 일본 3위 (1승 5패)